# Rhabdoblatta birmanica
Rhabdoblatta birmanica är en kackerlacksart som beskrevs av Karlis Princis 1950. Rhabdoblatta birmanica ingår i släktet Rhabdoblatta och familjen jättekackerlackor. Inga underarter finns listade i Catalogue of Life.